# 2005 HC4
2005 HC4 — небольшой околоземный астероид из группы Аполлонов, который интересен самым малым известным значением перигелия (подходит к Солнцу в пять раз ближе Меркурия) и чрезвычайно вытянутой орбитой, проходящей через всю внутреннюю часть Солнечной системы. 
Перигелий орбиты астероида составляет 0,0709 а. е. (у 2008 FF5 перигелий составляет 0,0789 а. е.), а так как солнечный радиус примерно равен 700000 км, то этот астероид проходит примерно в 9,9 млн км от поверхности Солнца. В афелии он удаляется далеко за орбиту Марса в главное кольцо астероидов — до 3,562 а. е. Эксцентриситет — 0,961. Наклон орбиты (i) — 8,38 °. Предполагаемая температура на поверхности — 606,4 °C (647,4 K). Период обращения вокруг Солнца — 2,45 года.